# Jáchym Oldřich z Hradce
Jáchym Oldřich z Hradce (24. ledna 1579 – 23. ledna 1604 Jindřichův Hradec) byl český šlechtic, karlštejnský purkrabí a komorník císaře. Jeho smrtí vymřeli páni z Hradce po meči.

## Život

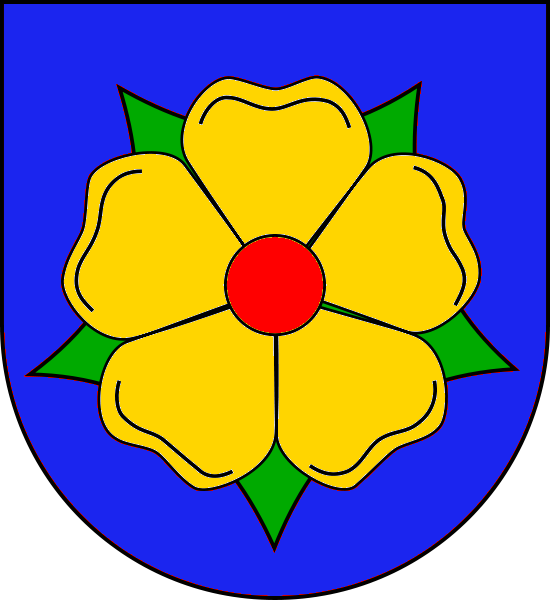
Erb pánů z Hradce

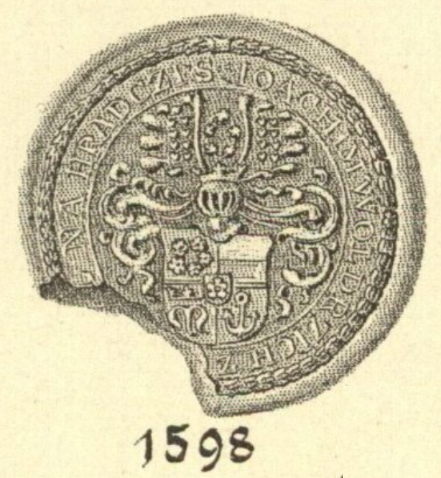
Pečeť Jáchyma Oldřicha z Hradce (1598).

Byl synem pozdějšího nejvyššího kancléře a purkrabího Českého království Adama II. z Hradce (1549–1596) a Kateřiny z Montfortu (1556–1631). Od narození byl neduživý, měl hrb a trpěl epilepsií. V roce 1602 byl stižen těžkou padoucnicí tak, že již z postele nevstal.
U císařského dvora Rudolfa II. působil jako komorník. Politické zkušenosti získal v úřadě hejtmana Bechyňského kraje (1598–1599, 1600–1601, 1602–1603). Poslední dva roky života zastával úřad karlštejnského purkrabí, který byl mezi dvanácti nejvyššími zemskými úřady Českého království.
Těžce nemocný Jáchym Oldřich zemřel v noci z 23. na 24. ledna 1604. Už čtyři dny po smrti byla cínová rakev s mrtvým tělem vystavena na několik týdnů v kostele svatého Jana Křtitele v Jindřichově Hradci. Následující čtyři měsíce se zde každý den konaly mše za zemřelého a spásu jeho rodu. Na pohřeb byli kromě císaře Rudolfa II. pozváni i šlechtici a významné osobnosti ze všech zemí Koruny české, Rakous i Římskoněmecké říše. Na sestavování seznamu smutečních hostů se osobně podílel Petr Vok z Rožmberka. V předvečer pohřbu 30. května pronesl nad rakví smuteční kázání jezuita Jan Puteanus.
V souvislosti s úmrtím Jáchyma Oldřicha byl vydán soubor třinácti pohřebních básní Parentalia. Mezi jejími autory byli mimo jiné Rudolf Mollart z Mollartu a Václav Vilém z Lobkovic. Při stejné příležitosti složil pohřební píseň i Šimon Lomnický z Budče.

### Rodina
I když se měl oženit s hraběnkou z rodu Öttingenů, nakonec se jeho manželkou stala patnáctiletá Marie Maxmiliána z Hohenzollern-Sigmaringen (31. října 1583 – 11. září 1649), dcera císařského rady hraběte Karla z Hohenzollernu. Svatba se konala 25. ledna 1598 v Augsburgu.
Jáchym Oldřich byl poslední muž z rodu pánů z Hradce, tím vymřel rod po meči. Jelikož neměl děti (dvě děti zemřely při porodu), zdědila celý majetek jeho sestra Lucie Otýlie z Hradce provdaná za Viléma Slavatu z Chlumu a Košumberka.